# 巴蘭卡省
巴蘭卡省（西班牙語：Provincia de Barranca），是秘魯的省份，位於該國中南部利馬大區，首府是巴蘭卡，始建於1984年10月5日，面積1,355平方公里，2012人口143,216，人口密度每平方公里105.63人。